# Paul-Alexandre Dulard
Paul-Alexandre Dulard, né le 8 mars 1696 à Marseille et mort le 7 décembre 1760, est un poète français. 

## Biographie
Fils de Pierre Dulard et de Marie-Élizabeth Guillet, il fit ses premières études au Collège des Pères de l’Oratoire, et y remporta des prix en tous les genres. Ses succès augmentèrent en philosophie où il soutint des thèses avec distinction. Il développa ses talents et son goût pour les sciences, dans un très jeune âge.
Dulard se décida dès lors à étudier la médecine, qui satisfaisait son penchant, et s’accordait avec son caractère généreux et compatissant, mais son père, qui le destinait au commerce, s’opposa constamment à ses désirs. Dulard dut obéir aux ordres paternels et se livra au négoce sous les yeux d’un oncle maternel. Il fut bientôt forcé d’abandonner cet état, pour s’adonner à la littérature, qui seule avait de l’attrait pour lui.
Des poésies fugitives furent les premiers essais de sa plume. Ce n’était-là que le prélude des poèmes savants qu’elle devait produire, et qui devaient, malgré la critique sévère, lui acquérir quelque célébrité en son temps. Couronné neuf fois aux Jeux Floraux, Dulard fut du nombre des vingt membres fondateurs en 1726, de l’Académie de Marseille.
Un poème intitulé Pâris ou la fondation de Marseille fut le tribut de son zèle et de son patriotisme. On y remarque un morceau imitant visiblement la comparaison au sujet de Talbot, défenseur du parti anglais, par Chapelain, lorsque les Phocéens repoussés dans une sortie, mais terribles encore dans leur défaite et jusque dans leur fuite sont comparés à un lion qui cède aux efforts de plusieurs bergers réunis et qui semble les menacer encore, même en les fuyant.
En 1749, il publia un long poème, assez connu en son temps et traduit, intitulé La Grandeur de Dieu dans les merveilles de la nature, Paris, 1749, petit in-12, et dont il donna, l’année suivante, une nouvelle édition corrigée, qui eut d’abord assez de succès, grâce aux notes dont il l’avait enrichi, et qu’on trouvait alors fort instructives, notamment une description de la peste. Ce poème, qu’un critique malicieux a dit être « de la glace faite au feu », est enrichi d’intéressantes notes historiques destinées à l’intelligence du texte.
Dulard a aussi célébré la Conquête de Minorque, dans un âgé avancé. Il avait déjà donné un poème sur l’établissement de la religion chrétienne dans les Indes. Pour délasser sa Muse, il chanta quelquefois des hymnes anacréontiques. Ses Œuvres diverses furent publiées en deux volumes en 1758.
Ayant succédé à Chalamont de la Visclède comme secrétaire perpétuel de l’Académie de Marseille, il n’eut pas le loisir d’en remplir longtemps les fonctions, étant mort, la même année, d’une péripneumonie qui l’enleva en peu de jours.